# Crescêncio de Sabina
Crescêncio (data incerta - 1126) foi um cardeal italiano, Deão do Sagrado Colégio dos Cardeais.

## Biografia
Criado cardeal-bispo de Sabina no consistório de 1102. Participou do Sínodo de Letran em 1112. Torna-se Decano do Colégio dos Cardeais em 1124, após a eleição ao papado do antigo Decano.

## Conclaves
- Eleição papal de 1118 - participou da eleição do Papa Gelásio II
- Eleição papal de 1119 - não participou da eleição do Papa Calisto II
- Eleição papal de 1124 - participou da eleição do Papa Honório II